# Amphitrite (Planet)
Amphitrite ist ein hypothetischer neunter Planet des frühen Sonnensystems, der im Laufe der Migration von Uranus und Neptun mit einem von diesen kollidiert sein soll. Seine Existenz wird aufgrund seit etwa 2005 entwickelter Modelle zur Entwicklung der protoplanetaren Scheibe als möglich angesehen, überwiegend im Zusammenhang mit Varianten des Nizza-Modells.
Mit dieser Hypothese lassen sich zudem Charakteristika der äußeren Gasplaneten (Rotationsanomalie des Uranus; Wärmehaushalt Neptuns) sowie Herkunft und Bahneigenschaften des ungewöhnlichen Neptunmondes Triton erklären, die bisher nicht befriedigend herleitbar sind.

## Die Hypothese

### Entstehung Amphitrites

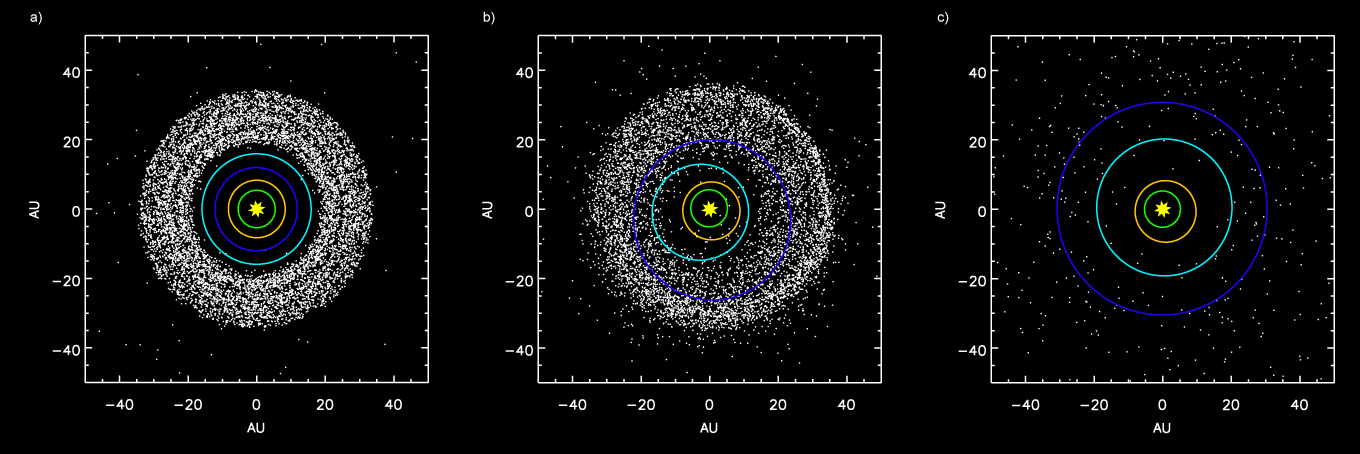
Nizza-Modell/Bahnsimulation der äußeren Planeten und des Planetesimalgürtels: a) frühe Konfiguration, bevor Jupiter und Saturn in 2:1-Resonanz geraten; b) Streuen der Planetesimale nach dem Bahnentausch von Neptun (dunkelblau) und Uranus (hellblau); c) endgültige Orbits.

Aufgrund der Massenverteilung in der protoplanetaren Scheibe müssen die beiden äußeren Gasplaneten Neptun und Uranus sehr viel näher bei der Sonne entstanden sein, als sie sich derzeit befinden, im Nizza-Modell bei etwa 11,5 und 14,2 Astronomischen Einheiten (AE). An sie schloss sich demnach im Bereich zwischen 15 und 30 AE ein Gürtel von Planetesimalen mit einer Gesamtmasse von 35 Erdmassen an. Unter diesen Bedingungen kann sich hier bei ca. 18 AE ein Gesteinsplanet von ca. zwei Erdmassen gebildet haben, für den der Name Amphitrite vorgeschlagen wird.

### Vergehen Amphitrites
Im Nizza-Modell wurden die ursprünglichen Bahnen von Uranus und Neptun destabilisiert, als Jupiter und Saturn in 2:1-Resonanz gerieten. Uranus und Neptun sollen daraufhin – verstärkt durch die abnehmende Reibung in der sich ausdünnenden planetaren Scheibe – nach außen migriert sein, bis sie durch die Gravitation der beiden inneren Gasplaneten vor etwa vier Mrd. Jahren in ihren gegenwärtigen Umlaufbahnen bei 19,2 und 30,1 AE fixiert wurden. Bei ihrer Migration soll einer von ihnen mit Amphitrite kollidiert sein und ihn absorbiert haben. Dabei soll Amphitrites Mond Triton von Neptun eingefangen worden sein.

### Triton
Gestützt wird diese Hypothese durch Tritons ungewöhnliche Eigenschaften. Er umkreist Neptun retrograd, d. h. entgegen dessen Rotationsrichtung in nur knapp über 14 Neptunradien Entfernung (354.759 km) in einer stark geneigten Bahn. Diese muss ursprünglich stark exzentrisch gewesen sein mit einer Periapsis von lediglich sieben Neptunradien. Triton ist nicht nur außergewöhnlich groß, auch seine Zusammensetzung weist ihn als Kuipergürtel-Objekt (KBO) aus. Er kann daher nicht zusammen mit Neptun entstanden, sondern muss von ihm eingefangen worden sein. Hierzu wurden folgende Varianten diskutiert:
- Ein direktes Einfangen Tritons als Einzelobjekt ist unwahrscheinlich, da dies aufgrund der großen Masse Tritons, der hohen Orbitalgeschwindigkeiten vor dem Einfangen und seiner engen Umlaufbahn danach Bahnparameter erfordert hätte, die eng mit Neptun abgestimmt sein müssten. Außerdem hätte die Bewegungsenergie Tritons von einem Vielfachen auf den heutigen Wert abgebaut werden müssen, wofür in diesem Szenario nur ein größerer Impakt in Frage käme. Die Differenz zwischen dem für die Abbremsung erforderlichen und dem zur völligen Zerstörung des Mondes führenden Energieeintrag ist jedoch so gering und die Bahnabstimmungen mit dem Impaktor müssten gleichzeitig so präzise sein, dass dieses Szenario außerordentlich unwahrscheinlich ist.[6]

- Ein Einfangen Tritons aus einem binären KBO analog dem Pluto-Charon-System, bei dem Tritons Partner entweder von Neptun absorbiert oder von ihm aus dem Sonnensystem geschleudert wurde, würde Tritons Abbremsung plausibilisieren, da die Bewegungsenergie von seinem Partner mitgenommen worden wäre. Dieses Szenario ist jedoch aus statistischen Gründen unwahrscheinlich: Da von einem binären System fast immer der kleinere Partner eingefangen wird, hätte Triton an ein massereicheres KBO gebunden sein müssen.[6] Allerdings hat es in der Entwicklung der planetaren Scheibe weniger als 100 KBO mit größerer Masse als Triton gegeben[7], von denen wiederum die wenigsten in binären Objekten gebunden gewesen sein können. Zudem ist diese Hypothese auch hinsichtlich der kinetischen Verhältnisse unrealistisch, da die Annäherungsgeschwindigkeiten Neptuns im Verhältnis zur Umlaufgeschwindigkeit der Objekte des binären Systems zu hoch für ein Einfangen Tritons waren.

Hingegen ist kinetisch plausibel, dass Triton als Einzelobjekt in einem weiten Orbit eingefangen wurde (d ~ 1 Mio. km). Dies wäre dieser Hypothese nach durch Amphitrite geschehen, dessen Bahn sich im damaligen Bereich des Planetesimalringes befand, zu dem Triton ursprünglich gehört haben muss.
Zum anschließenden Übergang Tritons von Amphitrite auf Neptun gibt es zwei mögliche Szenarien:

### Kollisionsvarianten
Neptun entstand nach dem Nizza-Modell zwar sonnennäher als Uranus, überholte diesen jedoch während ihrer Migration und erreichte als erster den angenommenen Orbit Amphitrites. Da Triton nach einer Kollision seines Planeten Amphitrite mit Neptun auch den größten Teil seiner Bewegungsenergie verloren hätte, wäre sein Verbleiben im Schwerefeld Neptuns plausibel. Der Energieeintrag durch die Kollision würde in diesem Szenario die ungewöhnlich hohe Energieabstrahlung Neptuns erklären, die das 2,7fache seiner von der Sonneneinstrahlung empfangenen Energiemenge beträgt.
Uranus. Ein alternatives Szenario beschreibt ein Auseinanderreißen der Bindung zwischen Amphitrite und seinem Mond Triton durch Neptun, dessen Einfangen Tritons und die anschließende Kollision Amphitrites mit Uranus. Für dessen Rotationsanomalie (Rotationsachse in der Ekliptik) wird eine Kollision mit einem Objekt mit ebenfalls etwa doppelter Erdmasse als Ursache angenommen.  Uranus erreichte nach dem Nizza-Modell im Laufe seiner Migration den angenommene Orbit Amphitrites zwar erst nach dem Durchgang Neptuns, hielt sich aber länger dort auf. Da kosmische Zusammenstöße äußerst selten sind, kommen ein Verfehlen Amphitrites durch den rasch migrierenden Neptun und stattdessen die Kollision mit Uranus durchaus in Betracht.

## Namensgebung

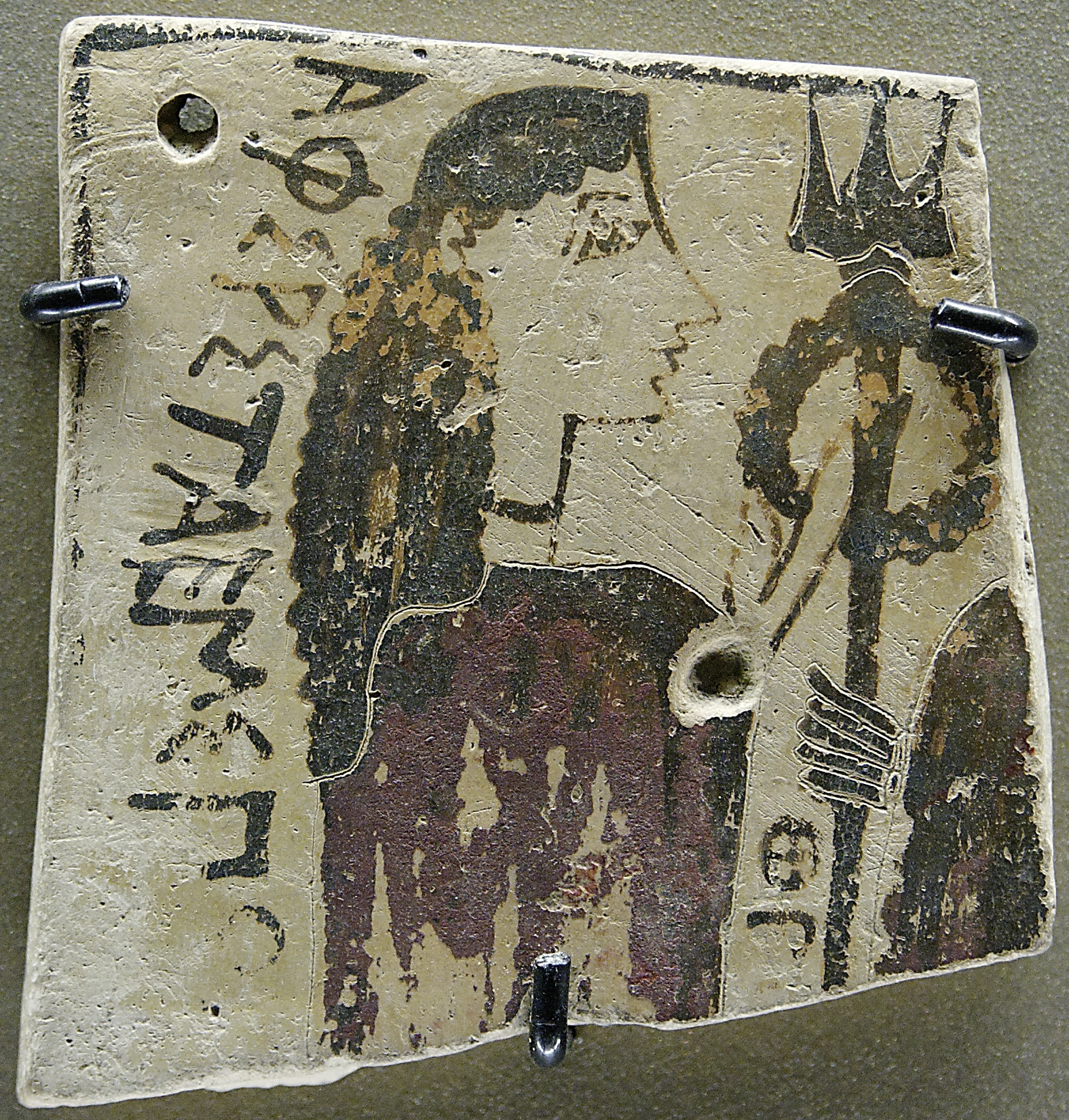
Die Okeanide Amphitrite auf einer korinthischen Abbildung (ca. 575–550 v. Chr.)

Amphitrite (Ἀμφιτρίτη) ist eine Okeanide bzw. Nereide der griechischen Mythologie, Beherrscherin der Meere und Gemahlin Poseidons (röm. Neptun). Sie ist die Mutter des Meeresgottes Triton. Nach ihr wurde auch schon der Asteroid (29) Amphitrite benannt.

## Trivia
In der Amphitrite-Trilogie von Brandon Q. Morris wird ein tatsächlich entdeckter neunter Planet nach der hypothetischen Amphitrite benannt.